# Livia De Stefani
Livia De Stefani (Palermo, 23 de junio de 1913 – Roma, 28 de marzo de 1991) fue una escritora italiana.
Livia de Stefani fue una de las primeras escritoras en retratar el poder de la mafia y en desvelar sus mecanismos y valores, denunciando a la vez la situación de la mujer siciliana, aislada y expulsada de un tablero controlado íntegramente por hombres.

## Biografía
Livia De Stefani (1913-1991) nació en Palermo. Hija de ricos terratenientes, condujo privadamente su formación cultural y empezó a dedicarse a la escritura desde niña, en contra del criterio de sus padres que nunca apoyaron su pasión por la literatura. Con solo diecisiete años se trasladó a Roma dejando atrás su Sicilia natal, donde siempre se había sentido prisionera de reglas y actitudes atávicas que la asfixiaban. 
Una vez asentada en la capital, comenzó a escribir acerca del mundo despiadado, patriarcal y feroz del que provenía. De Stefani fue una de las primeras escritoras en retratar el poder de la mafia y en desvelar sus mecanismos y valores, denunciando a la vez la situación de la mujer siciliana, aislada y expulsada de un tablero controlado íntegramente por hombres. 
Alcanzó el éxito ya con la publicación de su primera novela, La viña de uvas negras (Mondadori, 1953), obra en la que se anticipa, en toda su complejidad, la temática fundamental de su producción literaria: una profunda, original y desesperada crítica de Sicilia y de su sociedad.
De temática parecida serán sus siguientes obras. Primero publicará la antología de relatos Gli affatturati (1955), y luego dos novelas: Pasión de Rosa (1958) y Travesía de una desconocida (1963).
El 30 de diciembre del 1966 muere de leucemia el marido Renato Signorini.1 Posteriormente publicó La señora de Cariddi (1971) y La estrella Assenzio (1975). En febrero de 1991, un mes antes de la muerte de la escritora, Mondadori pública su último libro, La mafia a mis espaldas, historia de la convivencia entre el jefe de una organización criminal y la narradora; se trata de una obra que algunos críticos han asociado a la narrativa de Henry James.2

## Poética
La Sicilia absorbida en los años decisivos de la formación es una presencia constante, una componente esencial, en sus novelas, no solo una simple inspiración narrativa. La misma autora lo ha declarado, queriendo implícitamente subrayar la propia autonomía frente a los modelos neorrealistas de su tiempo.
Cuál que sea la extracción social de sus protagonistas -aristocracia, alta burguesía, mundo campesino- siempre incumbe un trágico destino sobre ellos. Incluso cuando, con brusco mutamento de registro, la De Stefani intenta aligerar la estructura narrativa a través de la ironía, desenredando la tensión dramática con un guiño, más que con una sonrisa (como es evidente en los tres relatos de Gli affatturati, pero también en sus trabajos siguientes).
Además de una constante reflexión sobre el lenguaje, que continúa también en sus últimas obras, Livia deja espacio a un análisis introspectivo. En el caso de la novela La señora de Cariddi, la profundización psicológica se sirve de una narración en primera persona; la protagonista entrega a su abogado una amplia «confesión» con la cual, entre inquietud y narcisismo, manifiesta su propia conciencia.
Con el último libro La mafia a mis espaldas, publicado en el mismo año de su muerte, reaparece el tema candente ya tratado de forma diferente en su primera novela La viña de uvas negras. Aquí la autora intenta explicar el fenómeno criminal en el cuadro de un mundo patriarcal, feroz y no del todo extinguido: «violento, cerrado, autoritario y protettivo, con el culto del su propio poder y de la sumisión de los otros». Una condena rotunda y valiente, que parece armonizarse perfectamente con la personalidad de esta escritora.

## Obras
- Preludio (poesías), Palermo, Ciuni, 1940.
- La viña de uvas negras, Milán, Mondadori, 1953; Madrid, Altamarea, 2018.
- Los affatturati (relatos), Milán, Mondadori, 1955.
- Pasión de Rosa, Milán, Mondadori, 1958.
- Travesía de una desconocida, Milán, Mondadori, 1963.
- La señora de Cariddi, Milán, Rizzoli, 1971.
- La estrella Assenzio, Milán, Rizzoli, 1975.
- La mafia a mis hombros, Milán, Mondadori, 1991.